# Телету Арена
„Tele2 Arena“ е многофункционален стадион в Стокхолм. Ползва се както за футбол, така и за концерти. Има капацитет за 33 300 души. Стадионът е седалище на столичните футболни клубове Юргорденс ИФ Футбол, който играе в първата лига на Швеция (Алсвенскан) и Хамарбю ИФ, който играе във втората лига – Суперетан.